# Cosa ci ha fatto l'amore
Cosa ci ha fatto l'amore è un singolo del cantautore italiano Nek, pubblicato il 13 settembre 2019 come quarto estratto dal quattordicesimo album in studio Il mio gioco preferito: parte prima.

## Video musicale
Il videoclip è stato pubblicato il 13 settembre 2019 sul canale YouTube del cantante.